# Hristo Vidaković
Risto Vidaković Savić (nacido el 5 de enero de 1969 en Šekovići, Bosnia, en la entonces República Federal Socialista de Yugoslavia) es un exfutbolista y entrenador serbio. Jugaba de libre.

## Trayectoria

### Como jugador
La carrera de Vidaković empezó en el FK Sarajevo, donde militó de juvenil y en el primer equipo entre 1990 y 1992, jugando la última edición de la liga yugoslava. Cuando estalló la guerra, se trasladó al Estrella Roja de Belgrado, de donde formó parte otros dos años.
En 1994 fue fichado por el Real Betis Balompié, de la liga española. En el club sevillano está seis años, jugando un total de 120 encuentros, hasta que la temporada 2000-2001 fue traspasado al Club Atlético Osasuna, donde disputa a 19 partidos. Sólo está un año en Pamplona. La temporada siguiente pasa al Polideportivo Ejido, de Segunda División, donde milita una campaña más antes de colgar las botas en 2002.
Su mayor virtud era la limpieza con la que subía el balón desde atrás y su calidad técnica, y en ocasiones sus regates en su propia área robaban un suspiro a la afición verdiblanca. Formó parte de un gran Betis, que llegó a la final de la Copa del Rey (perdiendo 3-2 con el Barcelona en el Santiago Bernabéu) y quedó tercero en Liga (cuando aún no daba acceso a la Champions League, sino a la UEFA).

### Como entrenador
Entre el 2006 y 2007 ejerció como asistente de la selección de fútbol de Serbia.
En 2008 y 2009 fue segundo entrenador de Javier Clemente en el Real Murcia, hasta el verano de 2009 que firmó como entrenador del Écija Balompié. En la temporada 2010-2011 ficha como entrenador del Cádiz CF.
En noviembre de 2010, es destituido del Cádiz CF, tras perder contra el Lorca en casa por 1-2.
En 2011 firma para dirigir al Real Betis Balompié "B". En su primer año en el filial verdiblanco, el técnico serbio ha dejado al Real Betis Balompié "B" octavo en la clasificación con un total de 59 puntos, donde tuvieron la clasificación para los play-offs en la mano pero una debacle al final le privaron de jugarlos.
El 20 de mayo de 2013, la junta directiva del Club Deportivo Motagua de Honduras lo anunció como su nuevo técnico para el torneo Apertura 2013 de la Liga Nacional de Fútbol Profesional de Honduras.

## Selección nacional
Jugó en una ocasión, en 1991, con la selección de la República Federal Socialista de Yugoslavia. Después de la desaparición de este país, lo devolvió al fútbol internacional en 1996, con la selección de la nueva República Federal de Yugoslavia. Disputó ocho encuentros entre ese año y 1998, pero al final no entró en el combinado de su nación para el Mundial de Francia de 1998.

## Clubes

### Como jugador
| Club                      | País          | Año           | PJ  | G |
| ------------------------- | ------------- | ------------- | --- | - |
| FK Sarajevo               | Yugoslavia    | 1988 - 1992   |     |   |
| Estrella Roja de Belgrado | Yugoslavia    | 1992 - 1994   |     |   |
| Real Betis Balompié       | España        | 1994 - 2000   | 141 | 6 |
| C. A. Osasuna             | España        | 2000 - 2001   | 20  | 0 |
| Polideportivo Ejido       | España        | 2001 - 2002   | 15  | 0 |
| Total carrera             | Total carrera | Total carrera | 176 | 6 |

### Como entrenador
| Club                                | País      | Año         | P  | PG | PE | PP | Puntos % |
| ----------------------------------- | --------- | ----------- | -- | -- | -- | -- | -------- |
| Selección de Serbia (2° Entrenador) | Serbia    | 2006 - 2007 |    |    |    |    |          |
| Real Murcia C. F. (2° Entrenador)   | España    | 2008 - 2009 |    |    |    |    |          |
| Écija Balompié                      | España    | 2009 - 2010 | 38 | 15 | 7  | 16 | 45.61    |
| Cádiz C. F.                         | España    | 2010        | 16 | 9  | 1  | 6  | 58.33    |
| Betis Betis Balompié "B"            | España    | 2011 - 2012 | 42 | 17 | 7  | 18 | 46.04    |
| C. D. Motagua                       | Honduras  | 2013        |    |    |    |    |          |
| Ceres F. C.                         | Filipinas | 2016-2020   |    |    |    |    |          |
| Maziya S&RC                         | Maldivas  | 2020-Act.   |    |    |    |    |          |
| Total                               | Total     | Total       | 96 | 41 | 15 | 40 | 47.92    |